# Carols by Candlelight
Carols by Candlelight (ang. Kolędy przy świeczkach) – tradycyjne australijskie koncerty kolędowe, których początki sięgają XIX wieku. Koncerty te odbywają się zazwyczaj pod gołym niebem, po zachodzie słońca i przy świetle świeczek, przyniesionych przez widzów, którzy śpiewają wspólnie z występującymi artystami. Największy tego typu koncert odbywa się corocznie nieprzerwanie od 1938 w Sidney Myer Music Bowl w Melbourne.
Pierwsze spotkania kolędowe tego typu organizowane były przez kornwalijskich górników pracujących w południowoaustralijskim mieście Moonta pod koniec XIX wieku, którzy zbierali się w Wigilię, aby wspólnie śpiewać kolędy, przyświecając sobie przy tym świeczkami przymocowanymi do górniczych kasków. Tradycja ta została spopularyzowana w 1938 przez prezentera radiowego Normana Banksa. Na pierwszy zorganizowany przez niego koncert w parku Alexandra Gardens przyszło ok. 10 000 osób.  W 1959 koncert został przeniesiony do Sidney Myer Music Bowl, gdzie odbywa się do dziś i jest transmitowany na żywo w Australii, na wielu wyspach Pacyfiku, do wschodniej Azji i w Nowej Zelandii. W czasie koncertu odbywa się zbiórka pieniędzy na cele charytatywne.
Podobne koncerty odbywają się w całej Australii.